# Ademilde Fonseca
Ademilde Fonseca (Macaíba, 4 marzo 1921 – Rio de Janeiro, 27 marzo 2012) è stata una cantante brasiliana.

## Biografia
Nata Ademilde Ferreira da Fonseca, visse con la famiglia a Natal dai quattro anni al 1940. Naturalmente portata per il canto, da adolescente frequentò l'ambiente dei cantori seresteiros del luogo e giovanissima si unì in matrimonio a uno di loro, il chitarrista Naldimar Gedeão Delfino, con il quale andò a vivere a Rio de Janeiro nel 1941.
Fu artista di rilievo nella musica popolare brasiliana e nello choro, alla cui evoluzione da genere solo strumentale a canzone offrì il suo contributo di primo piano, tanto da essere soprannominata Rainha do chorinho (Regina dello chorinho). Nel 1942 interpretò in una festa il classico Tico-tico no fubá, su testo di Eurico Barreiros, e fu notata dal flautista Benedito Lacerda, il quale promosse il suo debutto lo stesso anno, con un 78 giri che includeva anche il samba Voltei pro morro dello stesso Lacerda e di Darci de Oliveira; per il brano di Zequinha de Abreu si trattò della prima incisione non solo strumentale.
Altre incisioni la consacrarono rapidamente come cantante di choro, ma non mancò di incidere samba, marce, bajon, polke, maxixes (tanghi brasiliani). Tra i suoi maggiori successi nei primi anni di carriera si ricordano Sonoroso (1946), Brasileirinho e Teco-teco (1950), questi ultimi accompagnati da Waldir Azevedo.
Terza al concorso Rainha e Rei do Rádio del 1957, nel quale raccolse oltre 100000 voti, interpretò lo choro Fala baixinho al II Festival Internacional da Canção di TV Globo nel 1967 e, negli anni '70, calcò stabilmente la scena dei Teatro Opinião di Rio de Janeiro. Nel 1964 fu in tournée nella penisola iberica. Nel 1975 tornò brevemente a incidere, interpretando Títulos de nobreza (Ademilde no choro), omaggio a lei rivolto dagli autori João Bosco e Aldir Blanc che cita nel testo diversi titoli di brani incisi in precedenza dalla cantante, e Choro chorão e Amor sem preconceito.
Insignita nel 1999 della medaglia Pedro Ernesto del comune di Rio, dal 2004 si esibì in duo dell'unica figlia Eymar Fonseca, in vari spettacoli e festival di choro.

## Discografia
- 1942 – Tico-tico no fubá/Volte pro morro
- 1942 – Apanhei-te cavaquinho/Urubu malandro
- 1942 – Altiva América/Racionamento
- 1944 – Brinque a vontade!.../Os narigudos
- 1944 – Dinorá/É de amargar
- 1945 – Rato, rato/História difícil
- 1945 – O que vier eu traço/Xem-em-ém
- 1946 – Estava quase adormecendo/Sonoroso
- 1948 – Vou me acabar/Sonhando
- 1950 – Vão me condenar/Não acredito
- 1950 – Molengo/Derrubando violões
- 1950 – João Paulino/Adeus, vou-me embora
- 1950 – Brasileirinho/Teco-teco
- 1951 – Meu senhor/Minha frigideira
- 1951 – Galo garnizé/Pedacinhos do céu
- 1951 – Delicado/Arrasta-pé
- 1952 – Só você/Baião em Cuba
- 1952 – Sentenciado/Liberdade
- 1952 – Gato, gato/Doce melodia
- 1953 – Vaidoso/Turista
- 1953 – Uma casa brasileira/Se Deus quiser
- 1953 – Papel queimado/Sapatinhos
- 1953 – Meu Cariri/Se amar é bom
- 1954 – Qué pr'ocê?/Mar sereno
- 1954 – Pinicadinho/Tem 20 centavos aí?
- 1954 – Dono de ninguém/Neste passo
- 1954 – A hora é essa/Amei demais
- 1955 – Saudades do rio/Dó-ré-mi-fá
- 1955 – Rio antigo/Saliente
- 1955 – Polichinelo/Na vara do trombone
- 1956 – A situação/Procurando você
- 1956 – Xote do Totó/Acariciando
- 1957 – Teia de aranha/Té amanhã
- 1957 – Falsa impressão/Telhado de vidro
- 1958 – Rainha do mar/Cortina do meu lar
- 1958 – Eu vou na onda
- 1958 – À La Miranda
- 1959 – Voz + Ritmo = Ademilde Fonseca
- 1959 – Na Baixa do Sapateiro/Io (Eu)
- 1960 – Tá vendo só/Indiferença
- 1960 – Choros Famosos
- 1961 – De apito na boca/É o que ela quer
- 1961 – Boato/Que falem de mim
- 1962 – Pé de meia/Quem resolve é a mulher
- 1963 – Marcha do pinica/Tô de bobeira
- 1964 – Esquece de mim/Carnaval na lua
- 1975 – Ademilde Fonseca
- 1976 – Série Ídolos MPB Nº 14
- 1977 – Rainha Ademilde & seus chorões maravilhosos
- 1997 – A Rainha do Choro
- 1998 – Ademilde Fonseca, vol. 2 (1998)
- 2000 – Vê se gostas: Jacob do Bandolim, Waldir Azevedo e Ademilde Fonseca (2000)
- 2000 – Chorinhos e chorões, vol. 2
- 2000 – As eternas cantoras do rádio: Carmélia Alves, Violeta Cavalcanti, Ademilde Fonseca e Ellen de Lima
- 2000 – Ademilde Fonseca: 20 Selecionadas
- 2000 – A música brasileira deste século por seus autores e intérpretes - Ademilde Fonseca
- 2001 – Café Brasil conjunto época de ouro, Paulinho da Viola, Ademilde Fonseca e outros